# التهاب المعدة والأمعاء اليوزيني
التهاب المعدة والأمعاء الناتج عن الحبيبوم الحمضي (بالإنجليزية: Eosinophilic gastroenteritis)‏ هو حالة مرضية نادرة تتميز بتسلسل ارتشاح غير متجانس للحبيبوم الحمضي (GI) من أنسجة الجهاز الهضمي، وأول من وصف ذلك هو كايجسير في عام 1937. 

قد تختلف مظاهره بحسب موقعه، إضافة لعمق ومدى إصابة جدار الأمعاء ويعمل عادة في دورة سير مزمنة الانتكاس. ويمكن أن نصنفه إلي: نوع الغشاء المخاطي ونوع الغشاء المصلي العضلي، استنادا إلى عمق تدخله.
 ويمكن أن يصيب أي جزء من أجزاء القناة المعوية الهضمية، وقد أُبلغ أيضاً عن إصابة القناة الصفراوية. إنّ المعدة هي الجهاز الأكثر إصابة بهذا الالتهاب تليها الأمعاء الدقيقة والقولون.
.

## الفيزيولوجيا المرضية
فرط الكريات الحمضية في محيط الدم وارتفاع مصل IgA عادي، ولكن ليس بصورة عامة. يتضرر جدار الجهاز الهضمي بسبب ارتشاح وتحبب الجينوم الحمضي.
كجزء من آلية دفاع المضيف، توجد الحمضات (أليفة الألوسين) عادةً في الغشاء المخاطي المعوي، رغم أن تواجدها في الأنسجة الأعمق يشكل دائماً حقيقة مرضية تقريباً.

السبب الذي يسبب مثل هذا التسرب الكثيف غير واضح. من المحتمل أن تكون تلك الآليات المختلفة المسببة للمرض مشتركة في مجموعات فرعية من المرضى. وقد لوحظ حساسية الطعام وتقلب IgE عند بعض المرضى مما يعني استجابة دور الحساسية المرضية. في الحقيقة، كثير من المرضى لديهم تاريخ حالات حساسية استشرائية أخرى مثل الأكزيما والربو القصبي..إلخ.
إن استخدام خلية حمضية في الأنسجة الملتهبة هي عملية معقدة، والتي تنظمها عدد من العشائر الخلوية (السيتوكينات) الالتهابية. مثلاً في العشائر الخلوية (السيتوكينات) للمعدة والأمعاء IL-3 ،IL-5، فإن مستعمرة خلايا البلاعيم المحببة البالعة الكبيرة هي (GM-CSF) قد تكون وراء ذلك الاستقدام والتنشيط. وقد لوحظ تخمل مناعي كيميائي في جدار الأمعاء المريضة
. 
بالإضافة إلى ذلك اتضح بأن الايوتوكسين له دور في تنظيم استضافة الحبيبوم الحمضي في الصفيحة الخاصة من المعدة والأمعاء الدقيقة
. 
في النوع الفرعي لأمراض الحساسية، يعتقد أن مثيرات الحساسية الغذائية تعبُر الغشاء المخاطي المعوي وتثير استجابة التهابية تشتمل على خسف الخلايا البدينة وتجنيد الكريات الحمضية.

## الأعراض والعلامات
التهاب المعدة والأمعاء (EG) يظهر عادةً مع مجموعة من الأعراض المزمنة غير المحددة للحبيبوم الحمضي والتي تشمل آلام البطن والغثيان والتقيؤ والإسهال وفقدان الوزن وانتفاخ في البطن. وتقريبا حوالي 80 ٪ من المرضى عانوا من هذه الأعراض لعدة سنوات. يحتاج هذا المرض غالباً لدرجة عالية من الاشتباه السريري لتحديد التشخيص، حيث أن المرض نادر جداً. وفي بعض الأحيان قد يعبر هذا المرض عن نفسه كانسداد حاد في البطن أو الأمعاء.
- التهاب المعدة والأمعاء المخاطي (25 - 100%) هو التشكيلة المشتركة[15][16]، التي تظهر مع ملامح سوء الامتصاص واعتلال فقدان البروتين. وقد يظهر أيضاً فشل النمو وفقر الدم. وقد يعني نزيف المعدة والأمعاء السفلى مشاركة القولون.
- يمثل التهاب المعدة والأمعاء العضلي (13-70٪) مع انسداد مخرج المعدة أو الأمعاء الدقيقة، وأحياناً ككتلة ثقبة عوراء شاملة أو انغلاق.
- يظهر التهاب المعدة والأمعاء تحت الغشاء المصلي (4.5٪ إلى 9٪ في اليابان و13٪ في الولايات المتحدة الأمريكية) [17] مع استسقاء عادةً ما يكون يكون احتقانياً في طبيعته ومفرط الحمضات الطرفية وفيرة، وله ردود فعل إيجابية على الستيرويدات القشرانية.
- المميزات الموثقة الأخرى هي التهاب الأوعية الصفراوية والتهاب البنكرياس[18] والتهاب الزائدة الدودية الحاد وقرحة الإثنى عشر والقرحة العفجية.

## التشخيص
اقترح تالي وآخرون  ثلاثة معايير للتشخيص لا تزال تستخدم على نطاق واسع: 
1. ظهور أعراض الجهاز الهضمي.
2. المظاهر النسيجية لتسلل الجينوم الحمضي في واحدة أو أكثر من أجزاء القناة الهضمية أو ظهور ارتفاع في عدد حمضات سائل الاستسقاء (عادة ما يشير لاحقاً إلى تنوع المصل الفرعي).
3. لا يوجد دليل على مرض طفيلي أو مرض خارج الأمعاء.

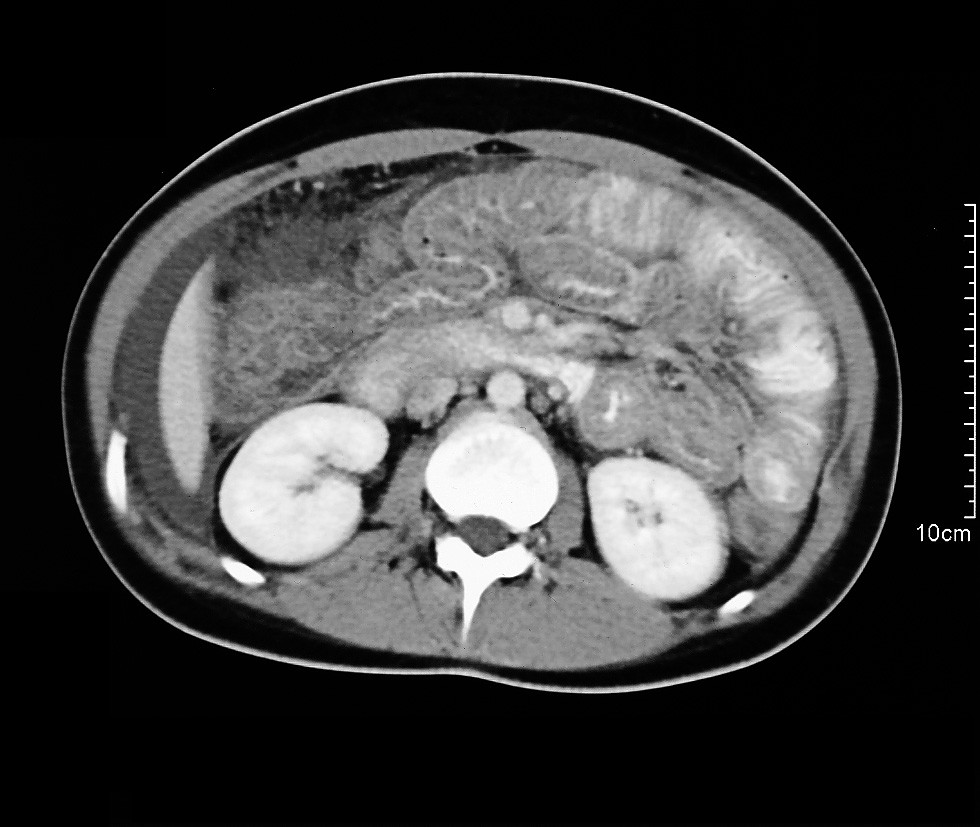
يبين CT الحلزوني عرض وسماكة الاستسقاء متحد المركز في القولون والمعي اللفائفي في المعدة والأمعاء.

قد لا يوجد فرط الأيوزينات، وهي السمة المميزة لإستجابة الحساسية في إلي ما يصل 20٪ من المرضى، ولكن قد يوجد نقص ألبيومين الدم والتشوهات الأخرى التي توحي بسوء الامتصاص.
وقد توضح الأشعة المقطعية تثخن عقدي شاذ في أقصي المعدة والأمعاء الدقيقة البعيدة، ولكن يمكن أن توجد هذه النتائج أيضاً في حالات أخرى مثل مرض كرون والأورام اللمفاوية.
مظهر التنظير الداخلي في المعدة والأمعاء غير محدد، وتشمل تغييرات تقرحية عرضية وعقدية وهشة وإحمرارية. 
وفي بعض الأحيان يُسفر الالتهاب المنتشر عن فقد كامل للخملات وتدخل طبقات متعددة ووذمة تحت الغشاء المخاطي والتليف.
يتضمن التشخيص النهائي أدلة نسيجية علي من تسلل الحبيبوم الحمضي في خزع شرائح. ويكشف المجهر 20 من الحمضات في مجال الطاقة العالية. غالبا ما يكون التسلل غير مكتمل، ويمكن تفويته، وقد يتطلب الأمر فحص عينة كاملة السماكة وتنظير للبطن.
وقد يكون مفيدا الفحص باستخدام نظائر التكنيتيوم المشعة (99 m TC) للكريات البيضاء SPECT في تقييم مدى انتشار المرض والاستجابة للعلاج، لكن له قيمة لا تذكر في التشخيص، حيث لا يساعد الفحص على التفريق بين التهاب المعدة والأمعاء من الأسباب الأخرى للالتهاب.
عند ملاحظة ترابط التهاب المعدة والأمعاء مع تسرب الحبيبوم الحمضي من عضو من جهاز لآخر، يجب أن نضع في اعتبارنا عند التشخيص متلازمة فرط اليوزينيات في الدم مجهولة السبب.

## الإدارة
الستيرويد القشري، في بعض الدراسات، هو الدعامة الأساسية للعلاج مع معدل استجابة 90٪. مدة العلاج المناسبة للعلاج بالستيرويد غير معروفة وغالبا ما تستوجب معاودة العلاج على المدى البعيد. تم اقتراح مختلف عوامل تجنيب الستيرويد، مثل كروموجلايكيت الصوديوم (عامل استقرار أغشية خلايا الصاري) والكيتوتفين {مضاد للهيستامين) ومونتيلوكاست {خصم انتقائي لمستقبل أنتقائي الوكوترينات قادر على المنافسة، بالتركيز علي فرضية الحساسية، مع نتائج مختلفة. وقد تكون إزالة النظام الغذائي ناجحة إذا تم تحديد عدد محدود من الحساسية الغذائية.

## علم الأوبئة
قد يختلف علم الأوبئة بين الدراسات، حيث أن عدد الحالات المرضية هو صغير جدا، حوالي 300 من الحالات المبلغ عنها في الأدبيات المنشورة.
يمكن أن يظهر التهاب المعدة والأمعاء في أي سن وفي جميع الأعراق، بارتفاع قليل في الذكور. وأظهرت الدراسات السابقة ارتفاع نسبة الإصابة في مجموعات عقود الحياة من الثالثة إلى الخامسة.

## حالات الجهاز الهضمي المرضية الأخري المرتبطة بالحساسية
- التهاب المرئ الخمضي الحبيبي.
- استسقاء الورم الحمضي الحبيبي.
- الاعتلال الجوفي
- يفقد البروتين اعتلاله المعوي من عدم تحمله لبروتين حليب البقر
- صيغة عدم تحمل البروتين الطفولي

## الروابط الخارجية
- المجلس الكندي لإضطرابات الجينوم الحمضي